# Manchester and Leeds Railway
Die Manchester and Leeds Railway war eine Eisenbahngesellschaft im Vereinigten Königreich, die 1839 eine Bahnlinie von Normanton nach Manchester über Hebden Bridge und Rochdale eröffnete und durch Mitbenutzung einer Strecke der North Midland Railway Manchester und Leeds verband. Unternehmenssitze waren Manchester und Leeds. 1847 ging sie in der Lancashire and Yorkshire Railway auf.

## Geschichte
Ein Parlamentsbeschluss autorisierte die Gründung der Gesellschaft und den Bau der Bahnlinie am 4. Juli 1836. Ein zweiter Beschluss autorisierte die Erweiterung der Strecke über den Endpunkt in Manchester Oldham Road Station hinaus, um im damaligen Bahnhof Hunt’s Bank, heute Manchester Victoria Anschluss an die Liverpool and Manchester Railway herzustellen. Gleichzeitig wurde der Bau von Zweigstrecken nach Oldham und Halifax gestattet. Die Bauaufsicht führte George Stephenson, leitender Ingenieur war Thomas Longridge Gooch, ein Bruder von Daniel Gooch, Ingenieur bei der Great Western Railway.
1839 war die Strecke mit einer damaligen Spurweite von 4 ft 9 in (1.448 mm) von Manchester bis Littleborough eröffnet worden, der Abschnitt zwischen Normanton und Hebden Bridge folgte 1840 und die Verbindung der beiden Teilstrecken durch den Summit Tunnel 1841.
1847 ging die Gesellschaft in der Lancashire and Yorkshire Railway als deren Hauptbestandteil auf. Sie hatte bis dahin mehrere andere Gesellschaften in sich aufgenommen:
- Manchester and Bolton Railway
- Ashton, Stalybridge & Liverpool Junction Railway (1844)
- Liverpool & Bury Railway (1845)
- Huddersfield & Sheffield Junction Railway (1845)
- West Riding Union Railway
- Wakefield, Pontefract & Goole

Ein großer Teil der ursprünglichen Strecke wird heute von der Calder Valley Line mit Zügen der Relation Leeds–Manchester Victoria bedient, der Abschnitt zwischen Normanton und Brighouse von der Hallam Line und der Wakefield Line.

## Bahnstrecke und Betrieb
Die durchschnittliche Steigung zwischen Manchester und dem Summit Tunnel betrug 1:260 (0,38 %). Das Terrain entlang der Strecke erforderte den Bau von acht Tunnels, 116 Brücken und mehrerer langer Einschnitte und Bahndämme. Zwei größere Brückenbauten konnten durch Verlegung des Flusses Calder vermieden werden. Ein Tunnelbau bei Charlestown bei Baildon musste wegen instabilen Gesteins aufgegeben werden und erforderte eine Streckenverlegung mit engen Kurven.
Für den Verkehr von Normanton nach Leeds wurde die Strecke der North Midland Railway mitbenutzt, da das britische Parlament keine parallele Strecke genehmigte.
Die Lokomotiven waren sechsachsig und entsprachen Vorlagen von Stephenson. Personenwagen waren ausschließlich zweiachsig, mit verglasten Fenstern in der ersten und mit hölzernen Fensterläden in der zweiten Klasse, in der dritten Klasse ausschließlich mit Stehplätzen. Die Durchschnittsgeschwindigkeit betrug 25 mph (40 km/h), bei Talfahrt wurden etwa 42 mph (68 km/h) erreicht.
Am 28. Januar 1845 explodierte im Miles Platting der Kessel der Lokomotive Irk.
Die Gesellschaft benutzte schon früh Edmondsonsche Fahrkarten.